# Gahan Wilson
Gahan Allen Wilson (Evanston, Illinois, 1930. február 18. – Scottsdale, Arizona, 2019. november 21.) amerikai tudományos-fantasztikus író, képregényrajzoló, illusztrátor.

## Élete
A MAD és a Punch magazinok szatirikus karikatúrái, valamint az 1950-es évek amerikai fantasztikus filmjeinek világa ihlették munkáit. Képregényei és írásai csaknem 50 éven át rendszeresen megjelentek a Playboy-ban, a Collier's-ben és a The New Yorker-ben. A The Magazine of Fantasy and Science-Fiction-ban képregényeket és filmszemléket publikált. 1992-től ő készítette el a Passport to World Band Radio összes borítóját. A The Twilight Zone Magazine-ben filmszemléket, a Realms of Fantasy magazinban könyvkritikákat tett közzé.
A Harlan Ellison által szerkesztett, 1972-ben megjelent Again, Dangerous Visions című antológiában egy saját maga által írt s illusztrált novellát írt. M1 és The Zombie Butler című írásai a The Magazine of Fantasy & Science Fiction-ban jelentek meg, majd a Gahan Wilson's Cracked Cosmos (1975) című gyűjteményben lettek újra közölve. Szintén 1975-ben ő tervezte azt a Howard Phillips Lovecraft mellszobrot, amelyet a World Fantasy díj nyertesei egészen 2015-ig kaptak; a díjat ebben az évben a Lovecraft rasszizmusával kapcsolatos panaszok miatt megváltoztatták. 2017-ben egy új, Vincent Villafranca által tervezett, egy telihold előtt álló fát ábrázoló szobrocska lett a díj. Byron Preiss-szel egy számítógépes játékot, a Gahan Wilson's The Ultimate Haunted House-t is tervezett. Ő írta az 1992-ben bemutatott Diner című rövid animációs filmet.
2009-ben a Fantagraphics Books három kötetben kiadta Wilson összes, a Playboy-ban megjelent rajzát és írását Gahan Wilson: 50 Years of Playboy Cartoons címmel. 2010-ben jelent meg a Fifty Years of Gahan Wilson című gyűjtemény, amely ötven éves munkásságát foglalta össze.
2005-ben World Fantasy díjat kapott életművéért. 1981-ben World Fantasy Convention-díjat kapott (az általa tervezett Lovecraft-szobor formájában). 2005-ben megkapta a National Cartoonists Society Milton Caniff-életműdíját is. Gahan Wilson: Born Dead, Still Weird címmel dokumentumfilm készült munkásságáról Steven-Charles Jaffe rendezésében. Hatást gyakorolt későbbi rajzolókra, például Gary Larsonra, John Callahanra és Bill Plymptonra.
1966-tól egészen haláláig volt házas, a felesége Nancy Winters (született: Nancy Dee Midyette) volt. 2019-ben mostohafia, Paul Winters jelentette be, hogy Wilson előrehaladott demenciában szenved, e betegség szövődményei miatt hunyt el.

## Magyarul megjelent művei
- A tudományos-fantasztikus-horrorfilm-zsebszámitógép (Galaktika 26., 1977)
- Ezek a Bleakék (Galaktika 173., 1995)

## Fordítás
- Ez a szócikk részben vagy egészben  a   Gahan Wilson című angol Wikipédia-szócikk ezen változatának fordításán alapul.  Az eredeti cikk szerkesztőit annak laptörténete sorolja fel. Ez a jelzés csupán a megfogalmazás eredetét és a szerzői jogokat jelzi, nem szolgál a cikkben szereplő információk forrásmegjelöléseként.